# Leptomastix nigrocoxalis
Leptomastix nigrocoxalis är en stekelart som beskrevs av Compere 1928. Leptomastix nigrocoxalis ingår i släktet Leptomastix och familjen sköldlussteklar. Inga underarter finns listade i Catalogue of Life.